# Матушкин, Лев Алексеевич
Лев Алексеевич Матушкин (17 февраля 1927 — 2 мая 2014) — советский военный моряк-подводник и военачальник, Герой Советского Союза (16.02.1982). Вице-адмирал (29.10.1976). Командующий 3-й флотилией подводных лодок Краснознамённого Северного флота, Участник 12 боевых походов атомных ракетоносцев стратегического назначения с выполнением боевого патрулирования, из них 7 походов совершил подо льдами Арктики, в том числе 3 межтеатровых.

## Биография
Родился 17 февраля 1927 года в городе Кронштадте (ныне город в Кронштадтском районе Санкт-Петербурга) в семье военного моряка — политработника Алексея Алексеевича Матушкина. Русский. Дед служил старшим кондуктором броненосца «Андрей Первозванный», отец закончил службу в воинском звании «контр-адмирал».
С началом Великой Отечественной войны — житель блокадного Ленинграда. В Военно-Морском Флоте с 1943 года. С октября 1943 по июль 1944 года учился в фельдшерском училище ВМФ в городе Красноярске. В сентябре 1946 года окончил Ленинградское военно-морское подготовительное училище. Принимал участие в боевом тралении на Балтике.
В сентябре 1950 года окончил Высшее военно-морское училище имени М. В. Фрунзе.
С 1950 по 1954 годы службу в ВМФ проходил на надводных кораблях: крейсере «Чапаев» (ноябрь 1950 — июль 1951), эсминце «Отменный» (ноябрь 1951 — сентябрь 1954). Был командиром боевой части, помощником командира корабля. Член КПСС с 1953 года.
В апреле 1955 года Л. А. Матушкин окончил курсы старших помощников командира подводной лодки при дивизии учебных кораблей Кронштадтской военно-морской крепости. После курсов служил старшим помощником командира подводной лодки С-148 проекта 613 (апрель 1956 — май 1958), командиром подводной лодки Б-70 проекта 611 (май 1958 — сентябрь 1960). Успешно выполнил на Б-70 задачи похода на полную подводную автономность под арктическим льдом, положив начало освоению подлёдного плавания.
В июне 1963 года Л. А. Матушкин окончил Военно-морскую академию. По окончании академии был назначен командиром атомной подводной лодки К-33 проекта 658М на Северном флоте (с 7 мая 1965 года — Краснознамённый Северный флот). Под его руководством личный состав корабля в короткий срок изучил и освоил новую технику. В результате экипаж успешно провёл испытания новейшего ракетного комплекса Д-4. В 1965 году подводная лодка К-33 успешно провела испытания по залповой стрельбе ракетами Р-21 с максимальной скорострельностью.
В сентябре 1965 года Л. А. Матушкин назначается начальником штаба, а затем в октябре 1968 года — командиром 31-й дивизии подводных лодок. За успешные действия подводных лодок на манёврах ВМФ «Океан» дивизия была награждена Вымпелом министра обороны СССР «За мужество и воинскую доблесть».
В 1970 году Постановлением Совета Министров СССР капитану 1-го ранга Матушкину Л. А. присвоено воинское звание «контр-адмирал».
В 1972 году, выполняя задачи боевого патрулирования и проверки работоспособности и надёжности навигационного комплекса «Тобол» в высоких широтах Арктического бассейна, впервые в условиях полярной ночи ракетный подводный крейсер К-245, старшим на борту которого был Л. А. Матушкин, всплыл из-подо льда в географической точке Северного полюса.
В июле 1973 года контр-адмирала Матушкина Л. А. назначают начальником штаба 3-й флотилии, а в апреле 1976 года — командующим 3-й флотилией подводных лодок Краснознамённого Северного флота. Одновременно со службой в 1979 году он окончил Высшие академические курсы усовершенствования руководящего состава при Военной академии Генерального штаба Вооружённых Сил имени К. Е. Ворошилова.
Постановлением Совета Министров СССР от 29 октября 1976 года контр-адмиралу Матушкину Л. А. присвоено воинское звание «вице-адмирал».
В 1980 году под руководством вице-адмирала Л. А. Матушкина был совершён межфлотский переход с Краснознамённого Северного на Краснознамённый Тихоокеанский флот подо льдами Центральной Арктики подводного ракетного крейсера К-223 и атомной подводной лодки К-47.
В августе 1981 года под его же командованием был переведён на Краснознамённый Тихоокеанский флот подводный ракетный крейсер К-506. По прибытии на Камчатку вице-адмирал Матушкин Л. А. перешёл со своим штабом на атомную подводную лодку К-255, которая в сентябре 1981 года впервые в истории советского подводного плавания совершила межфлотский переход подо льдами с Краснознамённого Тихоокеанского флота на Краснознамённый Северный флот.
Указом Президиума Верховного Совета СССР от 16 февраля 1982 года «за мужество и отвагу, проявленные при исполнении специальных заданий командования», вице-адмиралу Матушкину Льву Алексеевичу присвоено звание Героя Советского Союза с вручением ордена Ленина и медали «Золотая Звезда» (№ 11465).

Из наградного листа:

…В должности командующего флотилией с апреля 1976 г. Имеет высокую оперативно-тактическую и военно-техническую подготовку, большой опыт службы на подводных лодках различных проектов. Участник подготовки и осуществления многих дальних и сложных походов атомных крейсеров, в том числе и на Северный полюс…
Лично вице-адмирал Матушкин Л. А. систематически выходит в море для руководства боевыми упражнениями и обучения подчинённых. Много времени уделяет испытанию и освоению новых подводных крейсеров стратегического назначения. Подготовка и ввод этих кораблей в состав сил постоянной боевой готовности идёт своевременно и с хорошими показателями…
Непосредственно руководил подготовкой к трансокеанскому переходу отряда подводных крейсеров стратегического назначения…

Л. А. Матушкин — участник 12 боевых походов атомных ракетоносцев стратегического назначения с выполнением боевого патрулирования, из них 7 походов совершил подо льдами Арктики, в том числе, 3 межтеатровых.
В 1980 году избирался делегатом XXVI съезда КПСС от Мурманской организации, в 1980 и 1982 годах — в городской Совет народных депутатов города Гаджиева, в 1985 и 1989 годах — в районный (Железнодорожный) Совет города Москвы.
С июля 1984 по декабрь 1990 года Л. А. Матушкин возглавлял исследовательский центр Министерства обороны СССР.
С декабря 1990 года вице-адмирал Матушкин Л. А. — в отставке. Жил в Москве. Вёл общественную работу по военно-патриотическому воспитанию молодёжи, являлся членом президиума Союза моряков-подводников ВМФ России, членом совета Международного союза городов-Героев СНГ, заместителем председателя Ассоциации общественных объединений города-Героя Москвы, членом правления студенческого патриотического клуба «Родина» Московской академии экономики и права, президентом фонда поддержки вдов Героев Советского Союза, Героев Российской Федерации и полных Кавалеров Ордена «Славы», советником председателя Комитета содействия правоохранительным органам по борьбе с организованной преступностью и коррупцией. До самой смерти оставался членом КПРФ.
В июне 2010 года избран Президентом МО ветеранов «Мир океанам».
Умер 2 мая 2014 года в Москве. Похоронен на Троекуровском кладбище.

## Память
- 20 октября 2015 года в честь Льва Матушкина была названа улица в районе Черёмушки Юго-Западного административного округа Москвы[4].
- Распоряжением правительства банке в Баренцевом море78°49′04″ с. ш. 55°23′05″ в. д.HGЯO присвоено имя вице-адмирала Матушкина[5].
- 4 сентября 2018 года в Москве, на доме по адресу ул. Новочерёмушкинская, д. 60, корп. 1, в котором с 1986 года и до самой смерти жил Лев Алексеевич, открыта мемориальная доска в его честь[6].
- Именем Героя названа площадь в Гаджиево.

## Награды
- Герой Советского Союза (16 февраля 1982);
- орден Ленина (16 февраля 1982);
- орден Октябрьской Революции (1979);
- орден Красного Знамени (1971);
- орден «За службу Родине в Вооружённых Силах СССР» III степени (1975);
- медали.

Также награждён именным оружием (1972), знаком «Почётный полярник» (1981). Является Почётным гражданином города Гаджиево (19 июля 1984).